# Chevagny-les-Chevrières
Chevagny-les-Chevrières település Franciaországban, Saône-et-Loire megyében. Lakosainak száma 604 fő (2022. január 1.). Chevagny-les-Chevrières Hurigny, Charnay-lès-Mâcon, Prissé és La Roche-Vineuse községekkel határos.

## Népesség
A település népességének változása:
| Lakosok száma | 595  | 597  | 620  | 592  | 589  | 584  | 591  | 597  | 604  |
|               | 2013 | 2015 | 2016 | 2017 | 2018 | 2019 | 2020 | 2021 | 2022 |